# 小行星6452
小行星6452（英語：6452 Johneuller）是一颗围绕太阳公转的小行星。1991年4月17日，T. J. Balonek在麦迪逊县发现了此天体。
这颗小行星的绝对星等为29.65145等。